# Hanna Górecka
Hanna Górecka-Sosnowska (ur. 13 sierpnia 1960 w Warszawie) – polska autorka dubbingu i autorka dialogów polskich.

## Współpraca
Hanna Górecka współpracuje ze studiami dubbingowymi takimi jak:
- Studio Eurocom
- Start International Polska

## Dialogi
- 2010: Viva High School Musical Meksyk: Pojedynek
- 2009: Power Rangers: Furia dżungli (odc. 11-32)
- 2008: Power Rangers Operacja Overdrive (odc. 1-3)
- 2007: Miejskie szkodniki (odc. 22-23, 25)
- 2006-2008: Team Galaxy – kosmiczne przygody galaktycznej drużyny (odc. 18-19, 26, 30-33, 45-48)
- 2006: Yin Yang Yo! (odc. 27-28)
- 2006: H2O – wystarczy kropla (odc. 1-5, 9-11, 14-26)
- 2006: Power Rangers: Mistyczna moc (odc. 1-2, 4-8, 11-14, 18-20)
- 2006: Kapitan Flamingo (odc. 17-19, 22-23, 26)
- 2006: Klub Winx (odc. 57-58)
- 2006: Galactik Football (odc. 38-43)
- 2006: Rozgadana farma
- 2004-2007: Leniuchowo (odc. 11-17, 21-24, 27),
- 2003: Legenda Nezha
- 2002-2007: Naruto (odc. 39-40)
- 2001-2007: Ach, ten Andy! (odc. 65-66, 75-76)
- 1995-1996: Maska (odc. 40)
- 1992-1997: Kot Ik! (odc. 10, 12, 20-22, 27, 31, 45, 47)
- 1990: Piotruś Pan i piraci
- 1988: Yogi i inwazja kosmitów
- 1968-1969: Odlotowe wyścigi (odc. 7-8, 10-11, 13, 15, 17)

## Polski dubbing
- 2001-2004: Lloyd w kosmosie